# Microeubria schuhi
Microeubria schuhi is een keversoort uit de familie keikevers (Psephenidae). De wetenschappelijke naam van de soort werd in 1996 gepubliceerd door Lee & Jäch.